# Kazuko Sugiyama
Kazuko Sugiyama (jap. 杉山 佳寿子, Sugiyama Kazuko; * 9. April 1947 in Nagoya als Kazuko Shibukawa (渋川 佳寿子, Shibukawa Kazuko)) ist eine japanische Synchronsprecherin (Seiyū), die für die Agentur Aoni Production arbeitet.

## Werdegang
Kazuko Sugiyama besuchte die Ichimura-Gakuen-Handelsmädchenoberschule Nagoya (heute: Ichimura-Oberschule der Keizai-Universität Nagoya). Nachdem sie bereits seit ihrer Grundschulzeit Teil der Kinderschauspieltruppe von NHK Nagoya war, wurde sie nach ihrem Schulabschluss Mitglied der Schauspieltruppe Theatre Echo in Shibuya, Tokio.
1967 hatte sie ihr Synchronsprecher-Debüt in der Anime-Serie Bōken Gahoten-jima mit der größeren Rolle der Figur Tomato. 1970 sprach sie die Protagonistin Mako in der Serie Mahō no Mako-chan, die auch in diverse europäische Sprachen übersetzt wurde. Ihre bekannteste Rolle hatte sie jedoch als Heidi in der gleichnamigen Serie von 1974 bis 1979.
Weitere bekannte größere Rollen waren Jun in der Reihe Kagaku Ninjatai Gatchaman (1972–1980), Däumelinchen in Däumelinchen (1978), 003 in Cyborg 009 (1979–1980), Akane Kimidori in Dr. Slump (1981–1986), Ganmo in Gu-Gu Ganmo (1984–1985), Korosuke in Kiteretsu Daihyakka (1990–1996), Rui Ijigawa in Magical Taluluto (1990–1992) und Matsuo Namikawa in Yattokame Tanteidan (2007–2008). Sie ist zudem die Stimme von Bomberman in der Bomberman-Spielereihe.
2010 erhielt sie beim 4. Seiyū Award einen Preis für ihre Leistungen.
Sugiyama ist zudem Dozentin an der Kunsthochschule Osaka.